# Formica heteroptera
Formica heteroptera är en myrart som beskrevs av Cockerell 1920. Formica heteroptera ingår i släktet Formica och familjen myror. Inga underarter finns listade i Catalogue of Life.